# Pozaukładowe jednostki miary
Ten wykaz zawiera pozaukładowe jednostki miary, czyli jednostki nienależące do układu SI. Pojęcie to bywa także używane do określenia jednostek nienależących do żadnego układu jednostek miar, albo nienależących do rozpatrywanego układu jednostek miar.
Wyodrębnione zostały jednostki miar określone ustawowo jako legalne w Polsce.

## Ciepło,energiaipraca
W układzie SI, dżul (J)
- Jednostki dopuszczone do legalnego stosowania w Polsce
  - elektronowolt (eV)
  - watogodzina (Wh) i pochodne np. kilowatogodzina (kWh)

- pozostałe
  - British Thermal Unit (BTU)
  - erg (erg)
  - kilogramometr (kGm)
  - termia (th)
  - warogodzina (varh)
  - kaloria (cal), częściej kilokaloria (kcal) (do dziś często używana w dietetyce i przemyśle żywieniowym)

## Ciśnienie
W układzie SI paskal (Pa)
- Jednostki dopuszczone do legalnego stosowania w Polsce 
  - milimetr słupa rtęci (mmHg) (dopuszczone do opisu ciśnienia krwi i innych płynów ustrojowych)
  - bar (bar)
  - atmosfera techniczna (at)
  - atmosfera fizyczna (czasem atmosfera normalna) (atm)

- Inne
  - milimetr słupa wody (mmH2O) (używane do określenia ciśnienia krwi)

## Czasu
W układzie SI sekunda (s)
- Jednostki dopuszczone do legalnego stosowania w Polsce
  - minuta (min)
  - godzina (h)
  - doba (d)

- Inne
  - Jednostki czasu
    - kwarta
    - tercja
    - kwadrans
    - tydzień
    - miesiąc
    - rok
    - dekada
    - wiek
    - tysiąclecie
    - motogodzina (mth)

  - Jednostki geologiczne 
    - moment (chronologia)
    - chron
    - wiek (geologia)
    - epoka geologiczna
    - okres (geologia)
    - era (chronologia)
    - eon

  - Jednostki religijne 
    - pacierz, zdrowaśka, różaniec – regionalizmy oznaczające czas potrzebny do odmówienia tych modlitw

## Długości
W układzie SI metr (m)
- Jednostki stosowane w astronomii:
  - parsek
  - rok świetlny
  - jednostka astronomiczna

- Jednostki stosowane w określonych dziedzinach
  - U (elektronika)
  - punkt typograficzny
  - cycero (poligrafia)
  - kwadrat (poligrafia)
  - angstrem (Å)
  - X

- Jednostki oparte na wymiarach ciała człowieka:
  - palec
  - pouce
  - pulgada
  - cal (in)
  - stopa (ft)
    - stopa angielska

- Długość drogi
  - jard (y)
  - krok
  - liga morska
  - liga lądowa
  - mila (mi)
  - mila admiralska
  - mila angielska
  - mila geograficzna
  - mila londyńska
  - mila morska (NM)
    - kabel

  - mila polska
    - wiorsta
    - sążeń

  - mila rzymska
    - passus

  - parasanga
  - mila wrocławska
  - staja

- Inne
  - ławka
  - linia
  - furlong
  - pręt
  - metr katolicki

## Ilościmaterii
w układzie SI jednostka liczności materii mol (mol)

## Kąta
w układzie SI radian (rad m/m)
- Jednostki dopuszczone do legalnego stosowania w Polsce
  - stopień
  - minuta
  - sekunda
  - grad (gon)
  - obrót

- Inne
  - tercja
  - kwarta
  - tysiączna
  - rumb

## Ładunku elektrycznego
w układzie SI kulomb (C)
- Jednostki dopuszczone do legalnego stosowania w Polsce
  - amperogodzina (Ah)
- Inne
  - ładunek elementarny (e)

## Masy
w układzie SI kilogram (kg)
- Jednostki dopuszczone do legalnego stosowania w Polsce
  - karat metryczny (ct)
  - tona (t)
  - zunifikowana jednostka masy atomowej (u)

- Inne
  - kwintal (q)
  - graw (gv), pierwotna bezprzedrostkowa nazwa kilograma
  - M{\displaystyle _{\odot }} (masa Słońca)
  - abassi
  - funt (lb)
  - łut
  - uncja (oz)
  - cetnar (cwt)
  - drachma
  - gran

## Mocy
W układzie SI wat (W)
- Jednostki dopuszczone do legalnego stosowania w Polsce
  - war (var)
  - woltoamper (VA)

- Inne
  - koń mechaniczny (KM)
  - koń parowy (HP)
  - koń przeliczeniowy
  - Shaft horsepower (SHP)

## Natężenia prądu elektrycznego
W układzie SI amper (A)
- Inne
  - biot

## Natężenia światła
W układzie SI: kandela (cd) oraz jednostki pochodne układu SI: lumen (lm) i luks (lx)
Jednostka pozaukładowa:
- świeca

## Objętości
w układzie SI metr sześcienny (m³)
- Jednostki dopuszczone do legalnego stosowania w Polsce
  - litr (l)

- Inne
  - kubik
  - metr przestrzenny (st)
  - tona rejestrowa (RT)
  - baryłka (bbl)
  - buszel
  - ćwiartka
  - ćwierć
  - drachma
  - galon (gal)
    - uncja (fl oz)

  - garniec
  - kwaterka
    - kwarta (qt)
    - półkwarta (pinta) (pt)

  - korzec
  - kropla
  - łaszt
  - okseft
  - szefel
  - szklanka

## Pola powierzchni
w układzie SI metr kwadratowy (m²)
- Jednostki dopuszczone do legalnego stosowania w Polsce
  - ar (a) i pochodna hektar (ha) – pole powierzchni gruntów rolnych i terenów budowlanych
  - barn (b) – jednostka przekroju czynnego

- Inne
  - akr
  - dziesięcina
  - feddan
  - łan
  - morga
  - staje

## Prędkości
W układzie SI metr na sekundę (m/s)
- Inne
  - mach (Ma)
  - kilometr na godzinę (km/h, kmph)
  - mila na godzinę (m/h, mph)
  - węzeł (kt)
  - c (ułamek prędkości światła w próżni)

## Radioaktywności
W układzie SI bekerel (Bq)
- Inne
  - kiur (Ci)

## Siły
W układzie SI niuton (N)
- Inne
  - kilogram-siła (kilopond)
  - dyna

## Stężenia
W układzie SI mol na metr sześcienny (mol/m³)
- Inne
  - procent %
  - promil ‰
  - ppm, ppb, ppt
  - europejska jednostka zapachowa

## Temperatury
W układzie SI kelwin (K)
- Jednostki dopuszczone do legalnego stosowania w Polsce
  - stopnie Celsjusza (°C)

- Inne
  - stopnie Fahrenheita
  - stopnie Rankine’a
  - stopnie Réaumura
  - stopnie Rømera
  - stopnie Delisle’a
  - stopnie Newtona

## Zdolność skupiającasoczewki lub układu optycznego
- Jednostki dopuszczone do legalnego stosowania w Polsce
  - dioptria

## Inne
- Jednostki dopuszczone do legalnego stosowania w Polsce
  - bel (B) i pochodna – decybel (dB)
  - neper (Np)
  - teks – jednostka gęstości liniowej włókna
  - rentgen – jednostka dawki ekspozycyjnej promieniowania X i γ, dopuszczona do stosowania dla urządzeń pomiarowych będących w obrocie lub użytkowaniu przed dniem 23.04.2004
- Inne
  - miurg
  - denier (DEN)
  - DIN
  - dol
  - lpmm
  - metr bieżący
  - paczkolata - jednostka określająca liczbę wypalonych papierosów, stosowana w dokumentacji medycznej
  - pH

## Gospodarstwo domowe
- szczypta
- kropla
- łyżeczka
- łyżka stołowa
- małpka
- kwaterka
- wiadro
- worek
- pęczek
- funt
- kobiałka (łubianka)
- taczka
- szklanka
- na koniec noża
- kieliszek mały
- kieliszek do wina
- filiżanka
- garść liści
- szczypta liści

## Handel
- egzemplarz (egz.) - jeden przedmiot z grupy jednorodnych przedmiotów
- komplet (kpl.) - pełny zestaw elementów, które stanowią pewną całość
- opakowanie (opk.)
- skrzynia
- sztuka (szt.) - pojedynczy przedmiot, egzemplarz, element
- ryza

## Transport
- karton
- kontener
- paleta
- pasażerokilometr
- taczka
- tonokilometr
- wozogodzina
- wozokilometr